# Großsteingrab Jonstrup Vang/Afd. 105
Das Großsteingrab Jonstrup Vang/Afd. 105 ist eine megalithische Grabanlage der jungsteinzeitlichen Nordgruppe der Trichterbecherkultur im Kirchspiel Værløse in der dänischen Kommune Furesø.

## Lage
Das Grab liegt östlich von Jonstrup im Waldgebiet Jonstrup Vang, östlich des Ballerupvej. In der näheren Umgebung gibt bzw. gab es zahlreiche weitere megalithische Grabanlagen.

## Forschungsgeschichte
In den Jahren 1889 und 1938 führten Mitarbeiter des Dänischen Nationalmuseums Dokumentationen der Fundstelle durch.

## Beschreibung
Die Anlage besitzt eine nord-südlich orientierte rechteckige Hügelschüttung mit einer Länge von 35 m und einer Breite von 8 m. Von der Umfassung sind noch zwei Steine an der östlichen Langseite erhalten.
8,5 m vom Nordende des Hügels entfernt befindet sich ein einzelner Stein, bei dem es sich wohl um den Decksteiner einer (im Boden verborgenen?) Grabkammer handelt. Maße, Orientierung und Typ der Kammer lassen sich nicht bestimmen.